# Pericoma ottwayensis
Pericoma ottwayensis är en tvåvingeart som beskrevs av Duckhouse 1966. Pericoma ottwayensis ingår i släktet Pericoma och familjen fjärilsmyggor. Inga underarter finns listade i Catalogue of Life.